# Platythomisus octomaculatus
Platythomisus octomaculatus is een spinnensoort in de taxonomische indeling van de krabspinnen (Thomisidae).
Het dier behoort tot het geslacht Platythomisus. De wetenschappelijke naam van de soort werd voor het eerst geldig gepubliceerd in 1845 door Carl Ludwig Koch.